# 일리노이주의 주지사

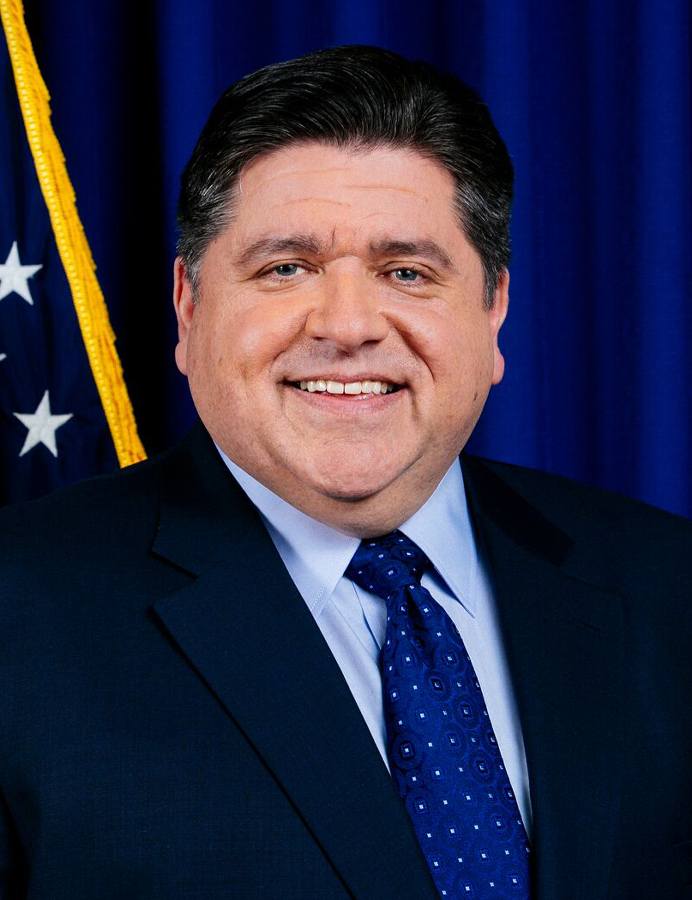
J. B. 프리츠커 현 일리노이주지사

일리노이주의 주지사(영어: Governor of Illinois)는 일리노이주의 주 정부수반이자 주 헌법에 명시된 바와 같이 일리노이주 정부 수반이며, 해당 공무원이 관할권을 갖는 다양한 기관 및 부서이다. 일리노이주 주민의 대중 참정권에 의해 투표되는 직접 선출직이다. 주지사는 일리노이 주의회에서 통과된 법률을 지지하거나 거부할 책임이 있다. 또한 주법에 따라 사면 및 감형 권한을 가지고 있다. 주지사는 주 정부에 근무하는 주 육상, 공중 및 해상 병력의 총사령관이다. 일리노이주는 주지사에 대한 임기 제한을 두지 않는 13개 주 중 하나다.
43대이자 현재 주지사는 2019년 1월 14일에 취임한 민주당 소속의 J. B. 프리츠커이다. 프리츠커는 2022년에 12%의 차이로 재선되었다.